# Forte de São Lourenço do Bugio
O Forte de São Lourenço do Bugio, também conhecido como Forte de São Lourenço da Cabeça Seca ou simplesmente Torre do Bugio, localiza-se a meio das águas da foz do rio Tejo, na direcção da Cova do Vapor, Trafaria (que fica a Norte no Distrito de Setúbal) e da vila e Município de Oeiras (que fica a Sul no Distrito de Lisboa), em Portugal. Inclui na sua estrutura o Farol do Bugio.
O local onde se ergue é um banco de areia formado pelo assoreamento da foz do rio, fruto da dinâmica da confluência de suas águas com as do oceano Atlântico, ao ritmo das marés. Sendo o único da região com a superfície acima da linha de marés durante todo o ano, ficou-lhe a toponímia de cabeço ou cabeça seca. A toponímia bugio pode ser atribuída, entre outras versões, ao francês bougie (vela), devido à semelhança da sua estrutura circular e da primitiva torre encimada por farol, com uma vela acesa sobre o seu castiçal.

## História

### Antecedentes
A ideia de uma fortificação para a barra do rio Tejo, com a função de proteção do acesso marítimo à cidade de Lisboa, foi primeiramente apresentada no reinado de D. Sebastião (1568-78) pelo arquitecto Francisco de Holanda, na obra Da Fábrica que Falece à Cidade de Lisboa (Lisboa, 1571), indicando para essa finalidade o areal da Cabeça Seca. O soberano acatou essa sugestão, encarregando, em 1578, D. Manuel de Almada de erguer essa estrutura, com a função estratégica de cruzar fogos com a primitiva Torre de São Gião. Diante da crise sucessória que se instalou com a morte do soberano na batalha de Alcácer-Quibir e diante da possibilidade de uma invasão de Portugal pelas tropas de D. Filipe II de Espanha, optou-se por uma estrutura de campanha de pequenas dimensões, erguida sobre grossa estacaria de madeira, que entulhada com pedras, serviu de alicerce para uma plataforma com algumas peças de artilharia. Rendida pela armada espanhola em 1580, foi posteriormente desarmada. A fragilidade do material, entretanto, aliada à instabilidade do banco de areia e à ação das correntes e das marés, em pouco tempo comprometeu irremediavelmente esta estrutura.

### O início das obras: Giovanni Casale
À época da Dinastia Filipina, o rei D. Filipe I (1580-1598) determinou ao engenheiro militar e arquitecto italiano frei Giovanni Vicenzo Casale um estudo para melhorar o sistema defensivo da barra de Lisboa (1586), então sob ameaça de corsários ingleses e holandeses. Alguns historiadores atribuem ao Engenheiro-mor de Espanha, o sienense Tibúrcio Spanochi, neste período, o projecto para uma fortificação definitiva na Cabeça Seca. Em Janeiro de 1590 Casale apresentou ao soberano os projetos da fortificação, com duas planimetrias distintas: uma estrelada (atendendo a uma sugestão de André de Prade, na Corte de Madrid) e outra circular. A opção foi por esta última, mais sólida diante da dinâmica das águas e que permitia um melhor posicionamento da artilharia. Nesse mesmo ano expediu-se ordem para se proceder ao desenho das barcas e machinas necessárias para o transporte e lançamento das pedras que serviriam de fundamentos debaixo de água, tarefa concluída em 1593, como reportado por Casale ao soberano.
Mediante o falecimento de Casale em Lisboa, em fins de 1594, foram nomeados para dirigir as obras dois discípulos seus, Tibúrcio Spannochi e Anton Coll, sob a justificativa de que ambos eram conhecedores do modo de fabricar y manejar los instrumentos e para que a traça començada não fosse alterada. Para a preparação dos blocos de pedra utilizada na fundação e nas muralhas, foi erguido um canteiro de obras em terra, próximo a São Julião da Barra (também em obras à época), que ficou conhecido como Feitoria das Obras da Cabeça Seca ou simplesmente Feitoria d'El-Rei, conforme referência de João Vaz, Juiz Ordinário e dos Órfãos do reguengo de A-Par-de-Oeiras (1596). A mesma fonte dá conta de que a cantaria pronta era transportada para as obras do forte por trinta mestres de barcas (ver Bateria da Feitoria).

### O desenvolvimento das obras: Leonardo Torrianni
A partir de 1598 a direção da obra foi assumida pelo engenheiro militar e arquitecto cremonense Leonardo Torriani, nomeado Engenheiro-Mór do Reino, e como encarregado dela, Gaspar Rodrigues. A partir de então o projecto entrou numa nova fase, dadas as alterações que Torriani lhe introduziu, ampliando-a. Entre os problemas vivenciados à época, cita-se uma dúvida sobre o fundo da barra: provavelmente devido a problemas com o transporte das pedras, nos anos de 1607 e de 1608 sucederam-se várias sondagens daquele fundo, por profissionais e práticos, que atestaram que ela permanecia boa e capaz para a entrada das naus da Índia.

### A conclusão das obras: João Torriani
Quando da Restauração da Independência, ainda em obras mas já guarnecida e artilhada, o seu Governador espanhol, João Carrilho Rótulo, rendeu-se às forças do Duque de Bragança (2 de dezembro de 1640). Assumindo o trono como D. João IV (1640-1656), por Decreto Real este soberano determinou que as obras fossem concluídas e que um engenheiro português assumisse os trabalhos (1643), conforme placa epigráfica de bronze primitivamente sobre o portão do forte (hoje no pólo museológico da Direcção de Faróis, em Paço de Arcos) que reza:
"O MVITO ALTO E MVITO PODEROSO REI DE PORTUGAL D. IOAO 4 DE GLORIOZA MEMORIA MANDOV FAZER ESTA FORTALEZA A ORDEM DO CONDE DE CANTANHEDE D. ANTONIO LUIS DE MENEZES DOS SEUS CONSELHOS DE ESTADO E GVERRA VEADOR DA FAZENDA E GOVERNADOR DAS ARMAS DE CASCAIS QUE COMESSOV NO ANNO DE 1643."
Iniciou-se assim uma nova etapa construtiva, sob a superintendência do conde de Cantanhede (1596-1675), tendo como encarregado o frei João Torriani, coadjuvado por Mateus do Couto, até serem dadas como concluídas em 1657.
No final do século XVII, um Decreto estipulou que esta fortificação passaria a ter comando separado do Forte de São Julião da Barra, ao qual se subordinava (1675).

### O Farol do Bugio
Em planta datada de 1693 já se encontra figurada uma torre encimada por um farol, estrutura que, à semelhança de uma vela acesa (em francês bougie), teria rendido o nome de bugio à estrutura. O relatório de inspecção efetuada em 1751 ao farol, mostra que o mesmo operava com azeite, no período de Outubro a Março, e que se encontrava em razoáveis condições. Esta estrutura, destruída pelo terramoto de 1755, foi reedificada como um dos seis faróis erguidos na costa portuguesa para auxílio à navegação, conforme determinação de um Alvará do Marquês de Pombal datado de 1758. O novo farol entrou em funcionamento em 1775.

### Do século XIX ao XXI
Quando da eclosão da Guerra Peninsular, foi ocupada pelas tropas napoleônicas (1807) e, posteriormente, durante as Guerras Liberais, foi alvo do fogo da artilharia da esquadra francesa que, sob o comando do almirante Roussin, forçou a barra do Tejo (1831). Datam desta fase alguns projectos de alterações que não chegaram a ser implementados. Ao final do século XIX foi classificada como Praça de Guerra de 2ª Classe, ocasião em que se encontrava artilhada com 18 peças de bronze e 2 obuses (1880).
Ao alvorecer do século XX, entre 1902 e 1903 o capitão de engenheiros Augusto Vieira da Silva, procedeu-lhe reformas na cisterna e iniciou a construção de estruturas para acesso de carga que não chegaram a ser concluídas. Encontrava-se guarnecida por artilheiros ainda em 1911. Nas décadas de 1930 e de 1940 foram procedidos trabalhos de dragagem no seu entorno. Ao término  da Segunda Guerra Mundial, sem valor defensivo, foi entregue pelo Ministério da Guerra à Direcção dos Serviços de Faróis do Ministério da Marinha (1945), quando se iniciaria uma nova etapa de sua história, marcada pela sua declaração como Imóvel de Interesse Público pelo Decreto nº 41.191 de 18 de Julho de 1957.
Severamente danificado pelo tempo e pela erosão das águas, a partir da década de 1950 sofreu diversas intervenções de consolidação, reparos e conservação sob a responsabilidade da Direcção-Geral dos Edifícios e Monumentos Nacionais (DGEMN) e da DSCC (1952, 1954, 1958-63, 1980 e 1982), da APL (1969) e recentemente da DGEMN outra vez (1993, 1995, 1996-2000).
Actualmente é utilizada como farol de apoio à navegação.

## Características
A estrutura, considerada modelo de fortificação renascentista, apresenta planta no formato circular perfeito, em alvenaria de pedra, formato escolhido por Casale que considerou que este permitia uma melhor direção do fogo da artilharia, ao mesmo tempo em que lhe conferia uma maior solidez para resistir à erosão provocada pelas correntes do rio e força das marés. É composta por:
1. muralha externa com alambor (base circular, com 62 metros de diâmetro por 6 metros de altura), rasgada por porta em arco de asa de cesto;
2. muralha interna (formato circular, com 33 metros de diâmetro por 7 metros de altura), na qual se inscrevem internamente as dependências de serviço (21 compartimentos). O seu terrapleno é lajeado, com baterias;
3. torre central (formato circular, com 3 metros de diâmetro por 16 metros de altura), com porta em arco de asa de cesto. No topo da torre se encontra instalado o moderno farol.

As dependências de serviço são constituídas pela Casa de Comando, quartéis, paiol, depósitos, cisterna e Capela. Nesta última, destaca-se um retábulo-mor em estilo maneirista com embrechados de mármore, tendo as paredes e o tecto forrados em madeira pintada.

## Curiosidades
O Forte do Bugio, inspirado no Castel Sant'Angelo em Roma, na Itália, por sua vez serviu de modelo para o Forte de São Marcelo em sítio semelhante, na cidade do Salvador na Bahia de Todos os Santos, Brasil, cuja traça se deve ao Engenheiro-mor Francisco de Frias da Mesquita (desde 1603), em 1622.

## Farol do Bugio a 3D
Está disponível um modelo tridimensional do Forte de São Lourenço do Bugio no 3D Warehouse do Google Earth.